# Кооґі (Тарту)
Ко́оґі (ест. Koogi küla) — село в Естонії, у волості Тарту повіту Тартумаа.

## Населення
Чисельність населення на 31 грудня 2011 року становила 78 осіб.

## Географія
Через населений пункт проходять автошляхи 14108 (Сепа — Кооґі — Лаева) та 14180 (Пуурмані — Табівере).

## Історія
До 25 жовтня 2017 року село входило до складу волості Табівере повіту Йиґевамаа.